# Luciano Zeppegno
Luciano Zeppegno (Milano, ... – Roma, 1985) è stato uno scrittore italiano.

## Biografia
Nato a Milano, ma vissuto a Roma, Luciano Zeppegno divenne noto al grande pubblico nel 1956 come concorrente del popolare quiz televisivo Lascia o raddoppia?, dove si era presentato come esperto di architettura; fu il primo a rispondere a tutte le domande vincendo il massimo del montepremi. 
Negli anni '60 Zeppegno iniziò una fortunata carriera di scrittore, producendo una lunga serie di volumi di contenuto eclettico: curiosità, turismo, archeologia, arte, folclore, ambiente.
Il suo libro del 1968 Presepi artistici e popolari è stato tradotto in tedesco, mentre Roma, magia nei secoli è stato tradotto in inglese.

## Opere
- Presepi artistici e popolari, Novara, De Agostini, 1968
- Guida ai misteri e segreti dei mari e delle coste d'Italia, Milano, SugarCo Edizioni
- Guida al Lazio che scompare. Le distruzioni, le brutture, gli errori e gli orrori che hanno cambiato il volto di una nobile e antichissima regione, Roma, Newton Compton Editori, 1971
- Guida alle civiltà sepolte d'Italia, Roma, Newton Compton Editori, 1972 (con Luigi Vacchi)
- Guida al Rinascimento in Italia, Roma, Newton Compton Editori, 1974
- Dal Manierismo al Barocco, Roma, Newton Compton Editori, 1974
- Le chiese di Roma, Roma, Newton Compton Editori, 1975
- Alla scoperta delle antiche civiltà della Sardegna Roma, Newton Compton, Roma 1977 (con Claudio Finzi)(ora Ed. Casa del Libro 1989) ISBN 8840301194
- Guida al Po. Itinerari lungo il fiume e sul fiume alla ricerca della natura, della storia, delle tradizioni popolari e dei luoghi sconosciuti, Milano, Arnoldo Mondadori Editore, 1978
- I rioni di Roma, Roma, Newton Compton Editori, 1978
- Alla scoperta dei dintorni di Roma, Roma, Newton Compton Editori, 1979
- Il manuale di Verdi. Una guida critica a tutte le opere con trame, notizie, racconto musicale, Roma, Newton Compton Editori, 1979
- Invito all'Europa, Milano, Arnoldo Mondadori Editore, 1982
- Roma, magia nei secoli, Roma, Newton Compton Editori, 1983 (con Paolo Marton e Cesare D'Onofrio
- Alla scoperta di Roma sotterranea, Roma, Newton Compton Editori, 1987
- Milano sparita, Roma, Newton Compton Editori, 1993
- Sardegna sconosciuta, Roma, Newton Compton Editori, 2007